# Champagnac-la-Prune
Champagnac-la-Prune este o comună în departamentul Corrèze din centrul Franței. În 2009 avea o populație de 169 de locuitori.

## Evoluția populației
| An        | 1975 | 1982 | 1990 | 1999 | 2006 | 2009 |
| --------- | ---- | ---- | ---- | ---- | ---- | ---- |
| Populație | 263  | 219  | 167  | 160  | 167  | 169  |